# آندي ماك
آندي ماك (بالإنجليزية: Andi Mack)‏ هو مسلسل كوميديا دراما أمريكي عرض على قناة ديزني في الفترة من 7 أبريل 2017 حتى 26 يوليو 2019. المسلسل من بطولة بيتون إليزابيث لي، جوشوا راش، صوفيا وايلي، آشر أنجل ولورين توم.

## روابط خارجية
آندي ماك على موقع IMDb (الإنجليزية)
- آندي ماك على موقع روتن توميتوز (الإنجليزية)
- آندي ماك على موقع كينوبويسك (الروسية)
- آندي ماك على موقع ألو سيني (الفرنسية)
- آندي ماك على موقع قاعدة بيانات الفيلم (الإنجليزية)